# 藤井龍心
藤井 龍心（ふじい りゅうしん、1903年7月21日 - 1998年4月13日）は、日本の仏教学者、僧侶。種智院大学教授。真言宗智山派管長。智積院65世能化。専門は密教学。真言宗清和院住職。義父に、智積院55世能化の高井観海。

## 略歴
- 1903年、和歌山県岩出市生まれ。
- 1924年、東寺中学（現・洛南高等学校・附属中学校）卒業。
- 1928年、智山勧学院（現・大正大学）卒業。
- 1931年、清和院住職。
- 1943年、京都専門学校（現・種智院大学）教授
- 1948年、種智院大学教授。
- 1973年、種智院大学名誉教授。
- 1985年、密教学芸賞受賞。
- 1986年、真言宗智山派管長、智積院65世能化。
- 1989年、真言宗長者。
- 1998年、遷化。

## 論文
- 藤井龍心 - CiNii Articles